# Мойнешть
Мойнешть, Мойнешті (рум. Moinești) — місто у повіті Бакеу в Румунії, що має статус муніципію. Адміністративно місту також підпорядковане село Гезеріє (населення 1159 осіб, 2002 рік).
Місто розташоване на відстані 229 км на північ від Бухареста, 34 км на захід від Бакеу, 112 км на південний захід від Ясс, 114 км на північний схід від Брашова.

## Населення
За даними перепису населення 2002 року у місті проживали 24 210 осіб.
Національний склад населення міста:
| Національність            | Кількість осіб | Відсоток |
| ------------------------- | -------------- | -------- |
| румуни                    | 23397          | 96,6%    |
| цигани                    | 753            | 3,1%     |
| угорці                    | 32             | 0,1%     |
| німці                     | 9              | < 0,1%   |
| чанго                     | 6              | < 0,1%   |
| серби                     | 3              | < 0,1%   |
| греки                     | 3              | < 0,1%   |
| євреї                     | 3              | < 0,1%   |
| росіяни-липовани          | 1              | < 0,1%   |
| не вказали національність | 1              | < 0,1%   |

Рідною мовою назвали:
| Мова      | Кількість осіб | Відсоток |
| --------- | -------------- | -------- |
| румунська | 23774          | 98,2%    |
| циганська | 398            | 1,6%     |
| угорська  | 27             | 0,1%     |
| німецька  | 5              | < 0,1%   |
| грецька   | 3              | < 0,1%   |
| російська | 1              | < 0,1%   |
| польська  | 1              | < 0,1%   |

Склад населення міста за віросповіданням:
| Релігія                                       | Кількість осіб | Відсоток |
| --------------------------------------------- | -------------- | -------- |
| православні                                   | 22353          | 92,3%    |
| римо-католики                                 | 1230           | 5,1%     |
| п'ятдесятники                                 | 286            | 1,2%     |
| адвентисти                                    | 93             | 0,4%     |
| старообрядці                                  | 50             | 0,2%     |
| греко-католики                                | 28             | 0,1%     |
| баптисти                                      | 15             | 0,1%     |
| не релігійні                                  | 8              | < 0,1%   |
| атеїсти                                       | 6              | < 0,1%   |
| лютерани                                      | 5              | < 0,1%   |
| реформати                                     | 4              | < 0,1%   |
| юдеї                                          | 3              | < 0,1%   |
| мусульмани                                    | 2              | < 0,1%   |
| бретрени                                      | 2              | < 0,1%   |
| лютерани (Синодально-пресвітеріанська церква) | 2              | < 0,1%   |
| не вказали релігію                            | 1              | < 0,1%   |

## Зовнішні посилання
- Дані про місто Мойнешть на сайті Ghidul Primăriilor [Архівовано 3 червня 2011 у Wayback Machine.]